# محمدعلی‌خان زند
محمدعلی بهادرخانِ زند فرزند کریم خان زند و برادر کوچک‌تر ابوالفتح خان زند و چهارمین فرمانروای دودمان زند بود. او برای مدت کوتاهی توسط زکی خان زند (برادر مادری کریم خان و پدرزن محمدعلی خان) فرمانروای اسمی زندیان گردید.
کریم خان زند برای خود جانشینی برنگزیده بود. از همین روی در پی درگذشتش در ۱۳ صفر ۱۱۹۳ ه‍.ق آشوب بزرگی بر سر جانشینی درگرفت. عده‌ای به طرفداری از ابوالفتح خان (پسر بزرگ کریم خان) و شماری دیگر به هواداری محمدعلی خان (فرزند کوچک‌تر کریم خان) وارد صحنه شدند. نهایتاً زکی خان زند بر رقبا چیره شد و با این که از هواداران محمدعلی خان بود، در ۱۸ صفر ۱۱۹۳ ه‍.ق ابوالفتح خان را ابقا کرد. ولی اندکی بعد محمدعلی خان را شریک او در فرمانروایی زندیان نمود.
صادق خان زند (برادر تنی کریم خان) که والی بصره بود در پی مرگ کریم خان راهی شیراز گردید و به مقابله با زکی خان برخاست. از آن جا که خانوادهٔ بسیاری از لشکریان صادق خان در شیراز بودند، زکی خان تهدید نمود که آنان را دستگیر و شکنجه نماید. از همین رو صادق خان به سوی کرمان حرکت کرد و آن جا را به تصرف درآورد.
زکی خان که نسبت به ابوالفتح خان بدگمان شده بود او را به ظن ارتباط با صادق خان از فرمانروایی برکنار کرد و محمدعلی خان را یگانه فرمانروای زند نمود. اندکی بعد زکی خان که به قصد سرکوب علیمراد خان زند راهی اصفهان بود در ۲۸ جمادی‌الاول ۱۱۹۳ ه‍.ق کشته شد و ابوالفتح خان بار دیگر به فرمانروایی رسید.